# Rafael Rodríguez (Radsportler)
Rafael Rodríguez (* 21. Oktober 1981) ist ein ehemaliger spanischer Radrennfahrer.
Rafael Rodríguez gewann 2003 eine Etappe bei der Vuelta a Alicante. Im nächsten Jahr gewann er jeweils ein Teilstück bei der Cinturón a Mallorca und bei der Vuelta a Madrid. 2005 war er wieder bei der Vuelta a Alicante erfolgreich. In der Saison 2006 wurde Rodriguez Erster in der Gesamtwertung der Cinturó de l’Empordà. 2007 konnte er die Gesamtwertung der Vuelta a Alicante und eine Etappe bei der Volta Ciclista Provincia Tarragona für sich entscheiden. Seit 2008 wechselte Rodríguez zum spanischen Professional Continental Team Contentpolis-Murcia. Nach der Saison 2009 beendete er seine Karriere.

## Erfolge
2004
- eine Etappe Cinturón a Mallorca
- eine Etappe Vuelta a Madrid

2006
- Cinturó de l’Empordà

## Teams
- 2008 Contentpolis-Murcia
- 2009 Supermercados Froiz